# Ravinet d'Enfert
Ravinet d'Enfert est une marque d'orfèvrerie française, fondée en 1891 par Louis Ravinet et Charles d'Enfert
La société a cessé son activité en 1984. Elle a été radiée en 1989.

## Histoire
L’entreprise fondée en 1845 par E. Tonnelier est acquise en 1882 par Louis Ravinet (1854-1925). En 1891, Charles d’Enfert (1865-1960) s’associe à Louis Ravinet et la société prend le nom de Ravinet d’Enfert. La maison Ravinet d’Enfert est installée dans l’ancien Hôtel de Caumartin, 83 rue du Temple à Paris.
La maison Ravinet d’Enfert a cessé son activité en 1984 et certains modèles ont été repris par la société Produx Saint-Hilaire absorbée par la société Ercuis[réf. nécessaire].

## Tradition d'orfèvrerie

### Les créateurs de modèles
Durant la première moitié du XXe siècle, Georges Latouche et Adolphe Armand Truffier sont les auteurs de nombreux modèles art-déco.
Entre 1936 et 1946 Gabriel Loire propose à Ravinet d'Enfert des modèles d'orfèvrerie religieuse.
Dans la deuxième moitié du XXe siècle, deux créateurs rompent avec les modèles classiques: Roger Tallon avec son service 3T et Bruno d'Enfert avec "Lignes actuelles".

### Système 3T
Cet ensemble aux formes très épurées a été créé en 1967 par Roger Tallon. Les verres étaient fabriqués par Daum, la vaisselle par Raynaud et les couverts en acier ou en métal argenté par Ravinet d'Enfert. Les couverts ont été réédités en 2014 par Ercuis, pour le restaurant Alain Ducasse au Plaza Athénée.

### Lignes actuelles

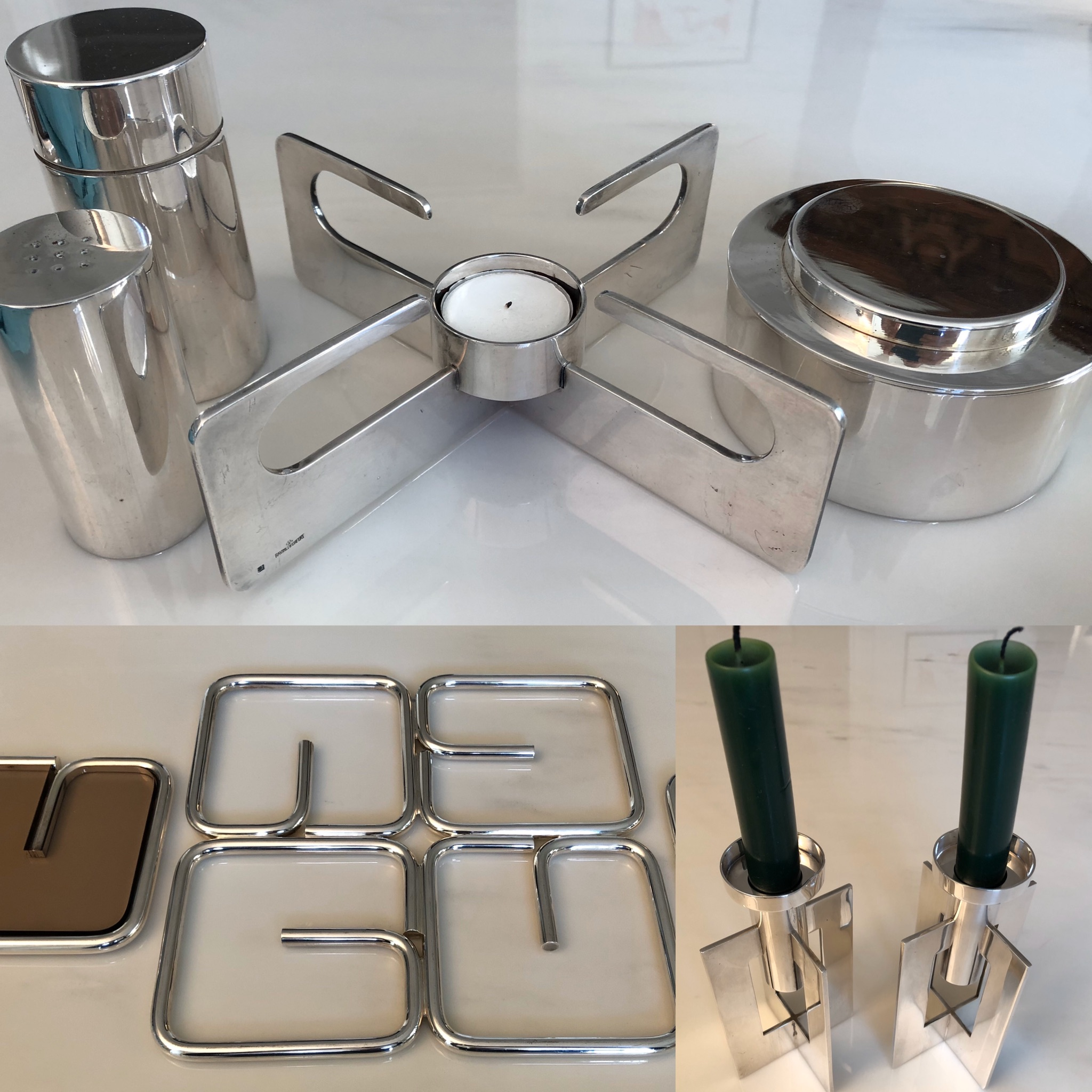
Lignes actuelles; créateur Bruno d'Enfert

En 1970, sous l'impulsion de Bruno d'Enfert, Ravinet d'Enfert édite Lignes actuelles, un ensemble de couverts, de plats et d'accessoires de table en métal argenté. Il dessine en 1971 un service à thé et à café qui associe métal argenté et altuglas. Cette création fait partie de la collection d'orfèvrerie des musées des Arts Décoratifs de Paris et de Bordeaux. Une paire de bougeoirs et un réchaud de table sont aussi conservés au Musée des Arts Décoratifs de Lyon.
Bruno d’Enfert dessine différents modèles de couverts, dans un esprit plus contemporain pour l'époque : Président (1958), Brantôme (1960), Dauphin, Régent et Vieux Paris (1960-1965), Valmy (1970) et Espace (1972).